# محوطه قبرستان و امامزاده ابدال مندان
محوطه‌قبرستان‌وامامزاده‌ابدال مندان مربوط به دوران‌های تاریخی پس از اسلام است و در شهرستان کهگیلویه، بخش چرام، روستای مندان واقع شده و این اثر در تاریخ ۹ اردیبهشت ۱۳۸۲ با شمارهٔ ثبت ۸۴۲۵ به‌عنوان یکی از آثار ملی ایران به ثبت رسیده است.